# Пресняков Олександр Васильович
Олександр Васильович Пресняков (рос. Александр Васильевич Пресняков; 14 жовтня 1917, Лопатіно — 27 квітня 2010, Феодосія) — радянський військовий льотчик, Герой Радянського Союзу (1944), у роки німецько-радянської війни командир ланки 1-го гвардійського мінно-торпедного авіаційного полку 8-ї мінно-торпедної авіаційної дивізії ВПС Балтійського флоту, гвардії старший лейтенант.

## Життєпис
Народився 14 жовтня 1917 року в селі Лопатіно, нині Скопінського району Рязанської області в сім'ї службовця. Росіянин. Член ВКП(б) з 1942 року. Жив і вчився в місті Москві. Закінчив 7 класів і школу ФЗУ по кваліфікація авіаційного моториста. Без відриву від виробництва закінчив планерну школу. Працював мотористом в школі полярної авіації Головного управління Північного морського шляху в місті Миколаєві. У 1936 році, в середині навчального року як виняток, був зарахований на перший курс льотного відділення.
У 1938 році на базі школи формується військове авіаційне училище, і курсант Пресняков, разом з іншими курсантами-полярниками був зарахований на третій курс. Влітку 1939 року найкращі курсанти, в числі яких був і Пресняков, були достроково випущені з училища і в званні лейтенантів направлені до війська. Молодий льотчик Пресняков отримав направлення на Балтійський флот, брав участь у війні з Фінляндією 1939—1940 років.
Початок німецько-радянської війни Пресняков зустрів у Прибалтиці біля кордонів з Східною Пруссією. Пілот літака МБР-2 41-ї окремої авіаційної ескадрильї ВПС Балтійського флоту лейтенант Пресняков вже 23 червня 1941 року штурмував колону фашистів, що наступали на місто Лібава (Лієпая). За перші два тижні бойових дію здійснив 14 бойових вильотів на штурмівку та бомбардування колон ворога, військово-морських баз. У липні 1941 року був прийнятий в партію.
У жовтні 1941 року був представлений до ордена Червоного Прапора, але так його і не отримав. На чергове завдання вилетів, порушивши наказ, на несправному літаку і потрапив в аварію. У результаті був розбитий літак, важко поранений штурман. Льотчик Пресняков був засуджений військовим трибуналом на 8 років позбавлення волі, з тимчасовою заміною тюремного ув'язнення відбуванням на фронті. Після засудження продовжив службу у своїй ескадрильї. З партії був виключений, а орден повернули назад в штаб ВПС.
1 січня 1942 року під час розвідки танкової колони літак Преснякова був збитий зенітною артилерією в тилу ворога. Через три дні екіпаж вийшов до своїх. Всього до кінця січня в складі 41-ї ескадрильї на МБР-2 здійснив близько 100 бойових вильотів. 24 січня був відряджений на перепідготовку та освоєння нового літака — колісного торпедоносця Іл-4 (ДБ-3ф).
У березні 1942 року лейтенант Пресняков прибув для проходження служби в 1-й гвардійський мінно-торпедний авіаційний полк. Перший виліт зробив 28 березня на постановку мін в порту Гельсінкі. В екіпажі зі штурманом Кошелєвим неодноразово бомбили військово-морські бази противника. Великої шкоди їх бомби завдали портовим спорудам у Гельсінкі і Котці.
У битву на морі Пресняков включився в числі перших льотчиків-торпедоносців. 16 червня 1942 року у складі ланки бере участь у затопленні сторожового корабля. Днем пізніше в групі з Бунімовичем Пресняков та Кошелєв знищили транспорт водотоннажністю в 5000 тонн, а потім торпедами потопили сторожовий корабель і канонерського човна противника.
За короткий час став майстром торпедних атак. Влітку 1942 року з нього була знята судимість, присвоєно звання старший лейтенант. Саме його Іван Борзов назвав «морським вовком» і закликав рівнятися на екіпаж Преснякова.
Навесні 1943 року полк отримав нові літаки — американські A-20 «Boston». З жовтня 1943 року на новому літаку Пресняков літав в екіпажі зі штурманом Івановим. Один з перших спільних бойових вильотів Пресняков та Іванов скоїли на посилено охороняємий порт. 20 листопада Преснякову і Іванову були вручені ордени Червоного Прапора.
На початок 1944 року командир ланки гвардії старший лейтенант Пресняков здійснив 222 бойових вильоти на бомбардування, торпедування, постановку мін і розвідку. Потопив два транспорти, два тральщика, знищив п'ять ворожих літаків на аеродромах і був представлений до геройського звання.
У ніч на 17 січня 1944 року під час боїв за визволення Ленінграда від блокади, екіпаж Преснякова і Іванова скоїв п'ять вильотів на бомбардування ворожого укріпленого пункту в районі Ропші. Прямим попаданням п'ятисоток був знищений командний пункт ворожої дивізії.
Навесні тривали і крейсерські бойові вильоти на вільний пошук. 7 квітня екіпаж Преснякова потопив тральщик, 21 травня в гирлі Фінської затоки — транспорт водотоннажністю 6 тисяч тонн, 27 травня — транспорт 5000 тонн, що стало 101-ю перемогою на рахунку полку.
Указом Президії Верховної Ради СРСР від 2 липня 1944 року за зразкове виконання завдань командування і проявлені мужність і героїзм у боях з німецько-фашистськими загарбниками гвардії старшому лейтенанту Олександру Васильовичу Преснякову присвоєно звання Героя Радянського Союзу з врученням ордена Леніна і медалі «Золота Зірка» (N 4014).
Останню перемогу здобув в ніч на 9 жовтня 1944 року. Після довгого пошуку виявив і торпедною атакою потопив транспорт водотоннажністю 6,5 тисяч тонн. Наприкінці жовтня, як досвідчений льотчик, капітан Пресняков був відряджений у навчальний полк, в якому проходили підготовку перед відправкою на фронт випускники льотних училищ. Ескадрилья Перснякова готувала пілотів для літаків-торпедоносців А20 «Boston». Повернутися в полк, не зважаючи на рапорти і прохання, не вдалося. У бойових діях більше не брав участь.
У 1954 році закінчив Військово-морську академію, командував полком у ВПС Тихоокеанського флоту. У 1960 році закінчив Військову академію Генерального штабу. З 1961 по 1968 роки був заступником командувача авіацією Тихоокеанського флоту. У 1968 році призначений начальником Кримської філії Державного науково-дослідного інституту ім. В. П. Чкалова, розташованого в місті Феодосії. Активно брав участь в організації та проведенні державних льотних випробувань корабельних літаків і вертольотів, авіаційних комплексів пошуку і знищення підводних човнів, авіаційного озброєння і устаткування кораблів, систем приземлення і приводнення космічних апаратів, авіаційних засобів порятунку на морі. З 1982 року генерал-майор Пресняков в запасі.
Жив у місті Феодосії (Автономна республіка Крим, Україна). Вів активний спосіб життя. Член Комуністичної партії України. Був головою Феодосійської міської ради ветеранів війни, праці і військової служби. Помер 27 квітня 2010 року.

## Нагороди, звання
Нагороджений орденом Леніна, чотирма орденами Червоного Прапора, орденами Вітчизняної війни 1-ї та 2-го ступенів трьома орденами Червоної Зірки, орденом «За службу Батьківщині у Збройних Силах СРСР» 3-го ступеня, тридцятьма медалями.
Почесний громадянин міста Феодосії.